# Black Stone Cherry
Black Stone Cherry je americká rocková skupina. Vznikla 4. června 2001 v Edmontonu ve státě Kentucky, využívala zkušebnu kapely The Kentucky Headhunters (bubeník John Fred Young je synem člena Kentucky Headhunters Roberta Younga). Black Stone Cherry vystupovali jako předskokani skupin Lynyrd Skynyrd a Def Leppard, zúčastnili se Download Festivalu 2013. Singl White Trash Millionaire obsadil v roce 2011 jedenácté místo v žebříčku Hot Mainstream Rock Tracks. Na 15. října 2014 byl přichystán v Praze první vystoupení skupiny v ČR, nakonec byl však z technických důvodů zrušen.

## Diskografie
- Black Stone Cherry (2006)
- Folklore and Superstition (2008)
- Between the Devil and the Deep Blue Sea (2011)
- Magic Mountain (2014)